# Storsjöträsket
Storsjöträsket är en sjö i kommunen Kristinestad i landskapet Österbotten i Finland. Sjön ligger 14,3 meter över havet. Arean är 1,48 kvadratkilometer och strandlinjen är 6,98 kilometer lång. Sjön  ingår i Bottenhavets kustområde.   Den ligger omkring 120 kilometer söder om Vasa och omkring 280 kilometer nordväst om Helsingfors. 